# Церковь Святой Маргариты
Церковь Святой Маргариты в Вестминстере (St Margaret’s, Westminster) — позднеготическая церковь на территории Вестминстерского аббатства, выходящая фасадом на Парламентскую площадь. Наряду с Вестминстерским дворцом и аббатством относится к Всемирному наследию.

## История
История церкви начинается в XII веке, когда бенедиктинцы построили в Лондоне первую церковь во имя Маргариты Антиохийской. Она была выстроена заново при первых Тюдорах (в 1486—1523 годах), а в XVII веке по настоянию пуритан сделалась приходской для членов Британского парламента. В 1730-е годы храм был облицован светлым портлендским известняком, одна из башен подверглась перестройке. В XIX веке к церкви пристроили притворы, был совершенно обновлён её интерьер.

## Известные люди
В церкви св. Маргариты похоронены Уильям Кэкстон и Уолтер Рэли, о чём напоминают фигурные витражи с их изображениями. Также здесь похоронен Джон Чамбер, священнослужитель, врач Генриха VII и Генриха VIII. Здесь по традиции венчались многие поколения английской аристократии, и в их числе Уинстон Черчилль. Известностью пользуется церковный орган.